# Six épigraphes antiques
Le Six épigraphes antiques sono sei brani per pianoforte a quattro mani scritti da Claude Debussy nel 1914.

## Storia
Alla vigilia dello scoppio della prima guerra mondiale Debussy attraversò un periodo di profonda crisi; non riusciva a comporre e accettava di esibirsi in concerti solo per motivi economici; inoltre si sentiva molto indebolito per la malattia che progrediva anche se egli stesso sembrava non esserne consapevole. Nell'estate del 1914 il musicista pensò di riprendere la partitura delle Chansons de Bilitis scritte nel 1900; questi brani erano stati composti come interludi ai "tableaux vivantes" che accompagnavano scenicamente le poesie di Bilits scritte da Pierre Louÿs. Il suo intento era inizialmente quello di realizzare una suite orchestrale intitolata Six épigraphes antiques, ma la sua precaria situazione gli consentì solo di portare a termine una versione per pianoforte a quattro mani, adattandola quasi subito a una versione per un singolo esecutore al pianoforte.
Debussy terminò i tre brani l'11 luglio e fra il 16 e il 19 dello stesso mese si recò con la moglie Emma a Londra per dirigere un concerto che Sir Edgard Speyer aveva organizzato apposta per lui. Al rientro a Parigi la minaccia di una guerra imminente preoccupò molto Emma che premeva per lasciare la capitale; in questi frangenti la pubblicazione del lavoro venne posticipata dall'editore Durand all'anno successivo e la prima esecuzione avvenne soltanto il 17 marzo 1917 alla Salle Pleyel di Parigi; il 24 dello stesso mese le Six épigraphes antiques vennero suonate, con altre composizioni del musicista, durante un concerto di beneficenza per il Vêtement du prisonnier de guerre.

## Struttura e analisi
1. Pour invoquer Pan, dieu du vent d'été. Modéré. Dans le style d'une pastorale (Fa maggiore)
2. Pour un tombeau sans nom. Triste et lent (Re minore)
3. Pour que la nuit soit propice. Lent et expressif (Do maggiore)
4. Pour la danseuse aux crotales. Andantino. Souple et sans rigueur (Do maggiore)
5. Pour l'Égyptienne. Très modéré (Mi bemolle minore)
6. Pour remercier la pluie du matin. Modérément animé (atonale)

Debussy prediligeva scrivere per il pianoforte e, assecondando la propensione dell'epoca, scrisse anche diverse composizioni per questo strumento a quattro mani. Nei salotti di fine ottocento si era infatti diffuso il gusto di suonare riduzioni di opere o sinfonie per due esecutori; tra i lavori di Debussy di questo genere si ricordano soprattutto la Petite suite e En blanc et noir. Le Six épigraphes antiques, anche se nelle intenzioni del musicista avrebbero dovuto essere trascritte per orchestra, rientrano in questo tipo di composizioni.
Ognuna delle sei epigrafi si riallaccia ai movimenti delle Chansons de Bilitis scritte in precedenza e amplia il motivo iniziale, arricchendolo fino a portarlo ai due minuti circa del brano pianistico.
Pour invoquer Pan, dieu du vent d'été è costruita, con una sognante atmosfera pastorale, sul brano che Debussy scrisse come interludio per la poesia Chant pastoral di Louÿs; il compositore la rievoca anche nella forma, diversificando la musica rendendola più veloce quando una delle protagoniste si muove correndo, più calma e avvolgente quando Bilitis si accinge a filare con il fuso.
Pour un tombeau sans nom presenta un legame più stretto con il brano a cui si rifà con la presenza delle stesse colorature esatoniche, accentuando l'aspetto triste con la modalità in minore riprendendo le battute originali; muta poi con toni melodrammatici in un passaggio dissonante quando viene rievocata con angoscia una stele funeraria.
Pour que la nuit soit propice. Il terzo brano è una ripresa di quello originario; a poco a poco assume poi aspetti più contrastanti nel descrivere il viaggio di Bilitis lungo il fiume.
Pour la danseuse aux crotales è un brano più elaborato dei precedenti; la parte principale del pianoforte rievoca il suono dei crotali utilizzati da una danzatrice.
Pour l'Égyptienne. Il pezzo, orientaleggiante, è quello che si discosta maggiormente dall'originale sia per la tonalità (che qui è un Mi bemolle maggiore), sia per la presenza di una scrittura cromatica elaborata e volutamente esotica: la musica descrive le cortigiane egizie che parlano, rimanendo ferme e sedute, con Bilitis e le sue amiche.
Pour remercier la pluie du matin. L'ultima epigrafe è un brano impressionistico, senza una tonalità definita, dove la musica rievoca senza interruzione il suono della pioggia mattutina con effetti volutamente naturalistici. Nel finale vi è una ripresa della partitura sulle note dell'epigrafe iniziale a chiudere il ciclo.